# Shirley Quispe
Shirley Quispe es una santa popular que se venera en Sipe Sipe, en el departamento de Cochabamba, en Bolivia. 

## Muerte
Shirley murió el 23 de julio de 2003 en manos de su entonces pareja, Ramiro Pozo. Tenía 18 años y estaba embarazada de 8 meses. Fue llevada con engaños a una quebrada, camino a las ruinas de Incarraqay, en donde fue asesinada y posteriormente mutilada. El asesino sacó al bebé de su vientre y también lo asesinó. Pozo enterró a su hijo en Amiraya y quemó el cuerpo de Shirley. Pozo entró a la cárcel, pero fue liberado poco después. Según algunas personas se volvió loco y deambula por Quillacollo, aunque otras fuentes dice que rehizo su vida, se casó y tiene hijos. El cuerpo de Shirley está enterrado en el Cementerio General de Sipe Sipe y el del bebé en la Amiraya. Se dice que la madre de Pozo estaba en contra de la relación de ambos, ya que Shirley era pobre, su madre la había abandonado y su padre era mendigo.

## Devoción
Se construyó un altar en el lugar donde el cuerpo calcinado de Shirley fue encontrado. La santa recibe cartas y pedidos de todo tipo, aunque resaltan los de reclusos, que a través de familiares le envían cartas y regalos para pedirle por su libertad, así como los de personas que quieren tener niños y madres que buscan a sus hijos extraviados o piden por la salud de estos. En el altar se puede ver ropa de bebé que mujeres van a dejar para pedir por la salud de niños que están por nacer. La gente visita el altar de Shirley el primer lunes de cada mes.
En el Comando Regional de la Policía del Valle Bajo, en Cochabamba, los oficiales tienen un altar dedicado a Shirley, a quien le piden ayuda para resolver casos o atrapar a criminales.
Entre los devotos están personas de Cochabamba, pero también de otros departamentos del país e incluso de Argentina.